# Linden (Belgique)
Pour les articles homonymes, voir Linden.
Linden est une section de la commune belge de Lubbeek située en Région flamande dans la province du Brabant flamand. C'était une commune à part entière avant la fusion des communes de 1977.

## Évolution démographique
- Sources : INS, Rem. : 1831 jusqu'en 1970 = recensements, 1976 = nombre d'habitants au 31 décembre.

## Personnalités
Jean-Laurant de Vroye fils, né à Louvain le 27 janvier 1709 et décédé à Linden le 16 avril 1781, fut seigneur de Linden et bourgmestre de Louvain.

## Histoire
Le 19 août 1914, l'armée allemande exécute 19 civils et détruit 96 bâtiments. Ces événements font partie des Atrocités allemandes en 1914.